# Einfriedung Villa Jungk
Die Einfriedung und Toranlage der Villa Jungk ist ein Einzeldenkmal im sächsischen Radebeul-Niederlößnitz, in der Johannesstraße 11. Sie gehört zur Villa Jungk.

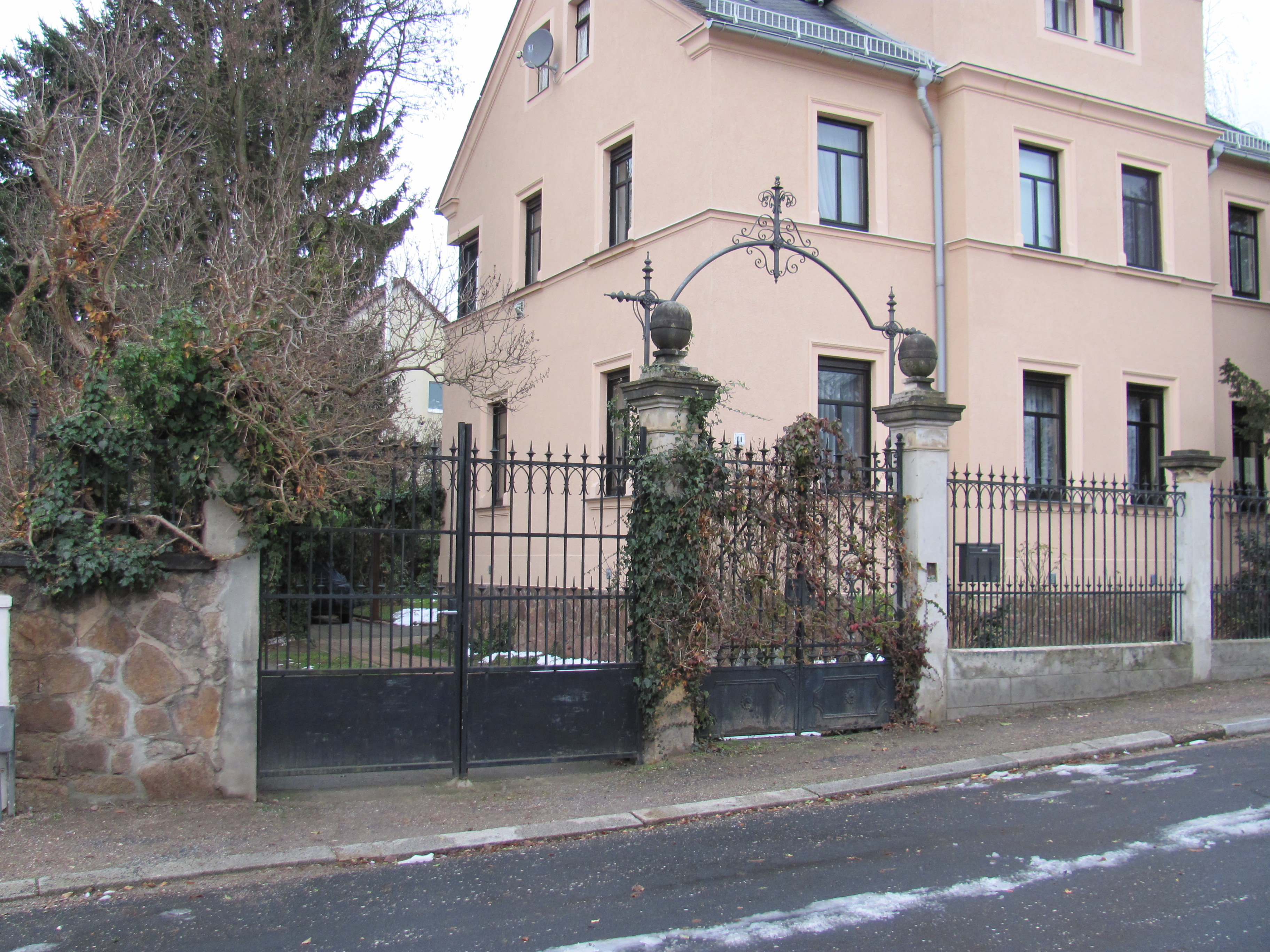
Einfriedung mit Toranlage, Johannesstraße 11

Linkerseits an eine Bruchsteinmauer anschließend befindet sich eine breite, zweiflügelige Einfahrt mit einem eisernen Gittertor. Die kleinere Eingangspforte rechts daneben ist ebenfalls zweiflüglig, jedoch zusätzlich mit Kugelbekrönung und einem schmiedeeisernen Ornamentbogen. Dann folgt nach rechts der Zaun aus schmiedeeisernen Lanzettzaunfeldern zwischen mit Platten abgedeckten Sandsteinpfeilern.